# Lara (Maillart)
Lara (títol original en francès, en català Lara) és una obra dramaticomusical en tres actes composta  per Aimé Maillart sobre un llibret en francès d'Eugène Cormon, Michel Carré i P. E. Cormon. Es va estrenar el 21 de març de 1864 al Teatre Nacional de l'Opéra-Comique.